# Active Biotech
Active Biotech är ett svenskt bioteknikföretag i Lund, som utvecklar immunmodulerande behandlingar för onkologi- och immunologiska indikationer. Företaget driva projekt till klinisk utvecklingsfas för att sedan vidareutveckla dessa internt eller i externa partnerskap. 
Active Biotech driver från 2020 tre utvecklingsprojekt: 
- Naptumomab, som utvecklas i samarbete med NeoTX Therapeutics, är en tumörriktad immunterapi.
- Tasquinimod, avsedd att användas för behandling av hematologiska cancerformer.
- Laquinimod, avsedda att användas för behandling av inflammatoriska ögonsjukdomar.

## Historik
Active Biotech grundades 1984 av Bo Håkansson som investeringsföretaget Active i Malmö AB, som noterades på Stockholmsbörsens O-lista 1986. Företaget köpte 1997 SBL Vaccin av staten och namnändrades till Active Biotech.
Företaget köpte 1998 Pharmacias forskningsanläggning i Lund och renodlades till bioteknikbolag genom att andra bolag i gruppen överfördes till Wilh Sonesson AB.